# آلبان هوجا
آلبان هوجا (آلبانیایی: Alban Hoxha؛ زادهٔ ۲۳ نوامبر ۱۹۸۷) بازیکن فوتبال اهل آلبانی است.
از باشگاه‌هایی که در آن بازی کرده‌است می‌توان به باشگاه فوتبال پارتیزانی تیرانا و باشگاه فوتبال دینامو تیرانا اشاره کرد.
وی همچنین در تیم‌های ملی فوتبال زیر ۱۹ سال آلبانی و آلبانی بازی کرده‌است.